# Dan Hodgson
Dan Hodgson (né le 29 août 1965 à Fort Vermilion dans la province de l'Alberta au Canada) est un joueur professionnel de hockey sur glace canado-suisse qui évoluait au poste d'attaquant.

## Carrière
Choisi en 83e position par les Maple Leafs de Toronto de la Ligue nationale de hockeylors du repêchage de 1983, Hodgson remporte la coupe Memorial en 1985 avec les Raiders de Prince Albert. Il fait ses débuts dans la Ligue nationale de hockey la saison suivante avec les Maple Leafs.
Après 114 matchs joués dans la LNH, ne trouvant pas de contrat, il se tourne vers l'Europe et notamment la Ligue nationale A suisse où il joue de nombreuses saisons, devenant une figure emblématique des ZSC Lions.
Il prend sa retraite après avoir joué douze matchs de la saison 2004-2005, lors d'un come-back avec le club de Gottéron, en grandes difficultés sportives à l'époque.

## Statistiques
Pour les significations des abréviations, voir Statistiques du hockey sur glace.
| Saison     | Équipe                      | Ligue      |     | Saison régulière | Saison régulière | Saison régulière | Saison régulière | Saison régulière |    | Séries éliminatoires | Séries éliminatoires | Séries éliminatoires | Séries éliminatoires | Séries éliminatoires |
| Saison     | Équipe                      | Ligue      | PJ  | B                | A                | Pts              | Pun              | PJ               | B  | A                    | Pts                  | Pun                  |                      |                      |
| 1980-1981  | Capitals de Cowichan Valley | LHCB       | 48  | 41               | 55               | 96               | 26               |                  |    |                      |                      |                      |                      |                      |
| 1980-1981  | Flyers de Spokane           | LHOu       | 2   | 0                | 0                | 0                | 0                | --               | -- | --                   | --                   | --                   |                      |                      |
| 1981-1982  | Capitals de Cowichan Valley | LHCB       | 46  | 45               | 75               | 120              | 30               |                  |    |                      |                      |                      |                      |                      |
| 1982-1983  | Raiders de Prince Albert    | LHOu       | 72  | 56               | 74               | 130              | 66               | --               | -- | --                   | --                   | --                   |                      |                      |
| 1983-1984  | Raiders de Prince Albert    | LHOu       | 66  | 62               | 119              | 181              | 65               | 5                | 5  | 3                    | 8                    | 7                    |                      |                      |
| 1984-1985  | Raiders de Prince Albert    | LHOu       | 64  | 70               | 112              | 182              | 86               | 13               | 10 | 26                   | 36                   | 32                   |                      |                      |
| 1985-1986  | Saints de Saint Catharines  | LAH        | 22  | 13               | 16               | 29               | 15               | 13               | 3  | 9                    | 12                   | 14                   |                      |                      |
| 1985-1986  | Maple Leafs de Toronto      | LNH        | 40  | 13               | 12               | 25               | 12               | --               | -- | --                   | --                   | --                   |                      |                      |
| 1986-1987  | Saints de Newmarket         | LAH        | 20  | 7                | 12               | 19               | 16               | --               | -- | --                   | --                   | --                   |                      |                      |
| 1986-1987  | Canucks de Vancouver        | LNH        | 43  | 9                | 13               | 22               | 25               | --               | -- | --                   | --                   | --                   |                      |                      |
| 1987-1988  | Express de Fredericton      | LAH        | 13  | 8                | 18               | 26               | 16               | --               | -- | --                   | --                   | --                   |                      |                      |
| 1987-1988  | Canucks de Vancouver        | LNH        | 8   | 3                | 7                | 10               | 2                | --               | -- | --                   | --                   | --                   |                      |                      |
| 1988-1989  | Admirals de Milwaukee       | LIH        | 47  | 27               | 55               | 82               | 47               | 11               | 6  | 7                    | 13                   | 10                   |                      |                      |
| 1988-1989  | Canucks de Vancouver        | LNH        | 23  | 4                | 13               | 17               | 25               | --               | -- | --                   | --                   | --                   |                      |                      |
| 1989-1990  | EHC Lustenau                | Bundesliga | 2   | 1                | 1                | 2                | 0                |                  |    |                      |                      |                      |                      |                      |
| 1989-1990  | HC Fribourg-Gottéron        | LNA        | 27  | 17               | 22               | 39               | 20               | 3                | 4  | 0                    | 4                    | 10                   |                      |                      |
| 1990-1991  | EC Hedos Munich             | Bundesliga | 22  | 10               | 17               | 27               | 12               | --               | -- | --                   | --                   | --                   |                      |                      |
| 1991-1992  | EC Hedos Munich             | Bundesliga | 44  | 24               | 22               | 46               | 31               | --               | -- | --                   | --                   | --                   |                      |                      |
| 1991-1992  | HC Ajoie                    | LNB        | --  | --               | --               | --               | --               | 1                | 1  | 1                    | 2                    | 0                    |                      |                      |
| 1992-1993  | SCL Tigers                  | LNB        | 36  | 33               | 39               | 72               | 35               | 5                | 3  | 5                    | 8                    | 20                   |                      |                      |
| 1993-1994  | Lausanne HC                 | LNB        | 8   | 6                | 7                | 13               | 6                | --               | -- | --                   | --                   | --                   |                      |                      |
| 1994-1995  | HC Davos                    | LNA        | 35  | 23               | 27               | 50               | 32               | 5                | 1  | 2                    | 3                    | 4                    |                      |                      |
| 1995-1996  | HC Davos                    | LNA        | 33  | 17               | 32               | 49               | 61               | 5                | 3  | 4                    | 7                    | 2                    |                      |                      |
| 1996-1997  | HC Davos                    | LNA        | 46  | 29               | 32               | 61               | 69               | 6                | 2  | 3                    | 5                    | 2                    |                      |                      |
| 1997-1998  | HC Davos                    | LNA        | 28  | 11               | 29               | 40               | 18               | --               | -- | --                   | --                   | --                   |                      |                      |
| 1998-1999  | ZSC Lions                   | LNA        | 43  | 10               | 39               | 49               | 42               | 7                | 2  | 7                    | 9                    | 6                    |                      |                      |
| 1999-2000  | ZSC Lions                   | LNA        | 40  | 11               | 30               | 41               | 64               | 15               | 3  | 5                    | 8                    | 10                   |                      |                      |
| 2000-2001  | ZSC Lions                   | LNA        | 35  | 6                | 16               | 22               | 50               | 12               | 2  | 7                    | 9                    | 20                   |                      |                      |
| 2001-2002  | ZSC Lions                   | LNA        | 41  | 12               | 19               | 31               | 55               | 16               | 2  | 6                    | 8                    | 49                   |                      |                      |
| 2002-2003  | ZSC Lions                   | LNA        | 41  | 10               | 12               | 22               | 36               | 10               | 0  | 2                    | 2                    | 6                    |                      |                      |
| 2003-2004  | HC Bâle                     | LNA        | 37  | 6                | 14               | 20               | 26               | 8                | 0  | 3                    | 3                    | 2                    |                      |                      |
| 2004-2005  | HC Fribourg-Gottéron        | LNA        | 3   | 0                | 0                | 0                | 0                | 9                | 1  | 1                    | 2                    | 12                   |                      |                      |
| Totaux LNH | Totaux LNH                  | Totaux LNH | 114 | 29               | 45               | 74               | 64               | --               | -- | --                   | --                   | --                   |                      |                      |
| Totaux LNA | Totaux LNA                  | Totaux LNA | 409 | 152              | 272              | 424              | 473              | 96               | 20 | 40                   | 60                   | 262                  |                      |                      |
| Totaux LNB | Totaux LNB                  | Totaux LNB | 44  | 39               | 46               | 85               | 41               | 6                | 4  | 6                    | 10                   | 20                   |                      |                      |